# 克丽斯塔·卡纳特
克丽斯塔·卡纳特（德語：Christa Karnath，1956年11月17日—），德国前女子赛艇运动员。她曾代表东德参加瑞士卢塞恩举行的1974年世界赛艇锦标赛，获得女子四人单桨有舵手金牌。